# 小行星7634
小行星7634（7634 Shizutani-Kou）是一颗围绕太阳公转的小行星。1982年11月14日，香西洋树、古川麒一郎在木曾町发现了此天体。
該小行星以日本江戶時代前期由岡山藩所創設，為庶民設立的閑谷學校命名。
这颗小行星的绝对星等为267.9499996773338等。